# Ouvod
La rivière Ouvod (en russe : Уводь) est un cours d'eau de Russie et un affluent gauche de la Kliazma, dans le bassin hydrographique de la Volga, donc un sous-affluent de la Volga par l'Oka.

## Géographie
L'Ouvod coule du nord-ouest vers le sud-ouest et arrose l'oblast d'Ivanovo et l'oblast de Vladimir. Elle se jette dans la Kliazma près de la ville de Kovrov. Elle est longue de 185 km et draine un bassin de 3 770 km2. Le débit annuel moyen de l'Ouvod, mesuré à 30 km de l'embouchure, est de 19 m3/s. La rivière gèle de novembre à avril.
Les villes d'Ivanovo et de Kokhma, dans l'oblast d'Ivanovo, se trouvent sur l'Ouvod.

## Source
- Grande Encyclopédie soviétique